# Thelairochaetona thrix
Thelairochaetona thrix är en tvåvingeart som beskrevs av Townsend 1919. Thelairochaetona thrix ingår i släktet Thelairochaetona och familjen parasitflugor.
Artens utbredningsområde är Panama. Inga underarter finns listade i Catalogue of Life.